# Emery (Dakota del Sud)
Emery è un centro abitato (city) degli Stati Uniti d'America, situato nella Contea di Hanson nello Stato del Dakota del Sud. La popolazione era di 447 persone al censimento del 2010. Fa parte dell'area micropolitana di Mitchell.

## Storia
Emery in origine si chiamava Farmington, e sotto quest'ultimo nome fu creato un insediamento nei primi anni del 1880. Il nome attuale è un omaggio a S.M. Emery, un proprietario di un terreno.

## Geografia fisica
Secondo lo United States Census Bureau, ha un'area totale di 0,45 miglia quadrate (1,17 km²).

## Società

### Evoluzione demografica
Secondo il censimento del 2010, c'erano 447 persone.

### Etnie e minoranze straniere
Secondo il censimento del 2010, la composizione etnica della città era formata dal 98,4% di bianchi, lo 0,2% di nativi americani, lo 0,4% di asiatici, e lo 0,9% di due o più etnie.